# Battistero San Giovanni in Laterano
A Battistero San Giovanni in Laterano (magyarul: Szent János-keresztelőkápolna) (más néven S. Giovanni in Fonte, azaz Szent János a forrásban)  a kereszténység legrégibb keresztelőkápolnája, a lateráni egyházi épületegyüttes egyik legősibb része.

## Története, leírása
Az eredeti épület minden bizonnyal egy nymphaeum volt Nagy Konstantin második felesége, Fausta Flavia Maxima lakóhelye, a Domus Faustae fürdőjében, a 4. század elején. Felette hamarosan egy kör alaprajzú épületet emeltek. Ezt építették át 432 körül, III. Szixtusz pápa idején nyolcszögletű formára.
Első kialakítása idején még ez volt az egyetlen keresztelőkápolna a világon és eleinte minden új keresztényt a pápa keresztelt meg, felnőtt korban. Egy legenda szerint Nagy Konstantin császárt is itt keresztelte meg 324-ben I. Szilveszter pápa, de a valóságban erre csak a halálos ágyán, 337-ben, Achyronban, Nicomedia mellett került sor.
Eredeti bejárata és a narthex az épület délkeleti oldalán volt, ma a II. János Pál pápáról elnevezett tér felől, északnyugatról közelíthető meg.
A nyolcszögletű keresztelőkápolna világszerte a hasonló rendeltetésű egyházi épületek mintapéldája lett. Külső téglafala meglehetősen egyszerű, szigorú. A tér felől látható egyetlen dekoratív eleme a tető alatt húzódó fríz VII. Sándor pápa címerével, Francesco Borromini alkotása 1657-ből. A másik oldalon lévő narthexet két porfírból készült korinthoszi oszlop és felettük koronapárkányzat díszíti.
Az épületet számos alkalommal felújították. A kupola eredetileg architrávon nyugodott, később a súlyát nyolc klasszikus porfír oszlopra helyezték. A barokk belső kialakítás a 17. századból származik. A középpontban elhelyezett keresztelőmedence díszes bronz fedele is barokk, de maga a bazalt fürdőkád antik.

### Az épület külső képe, narthex

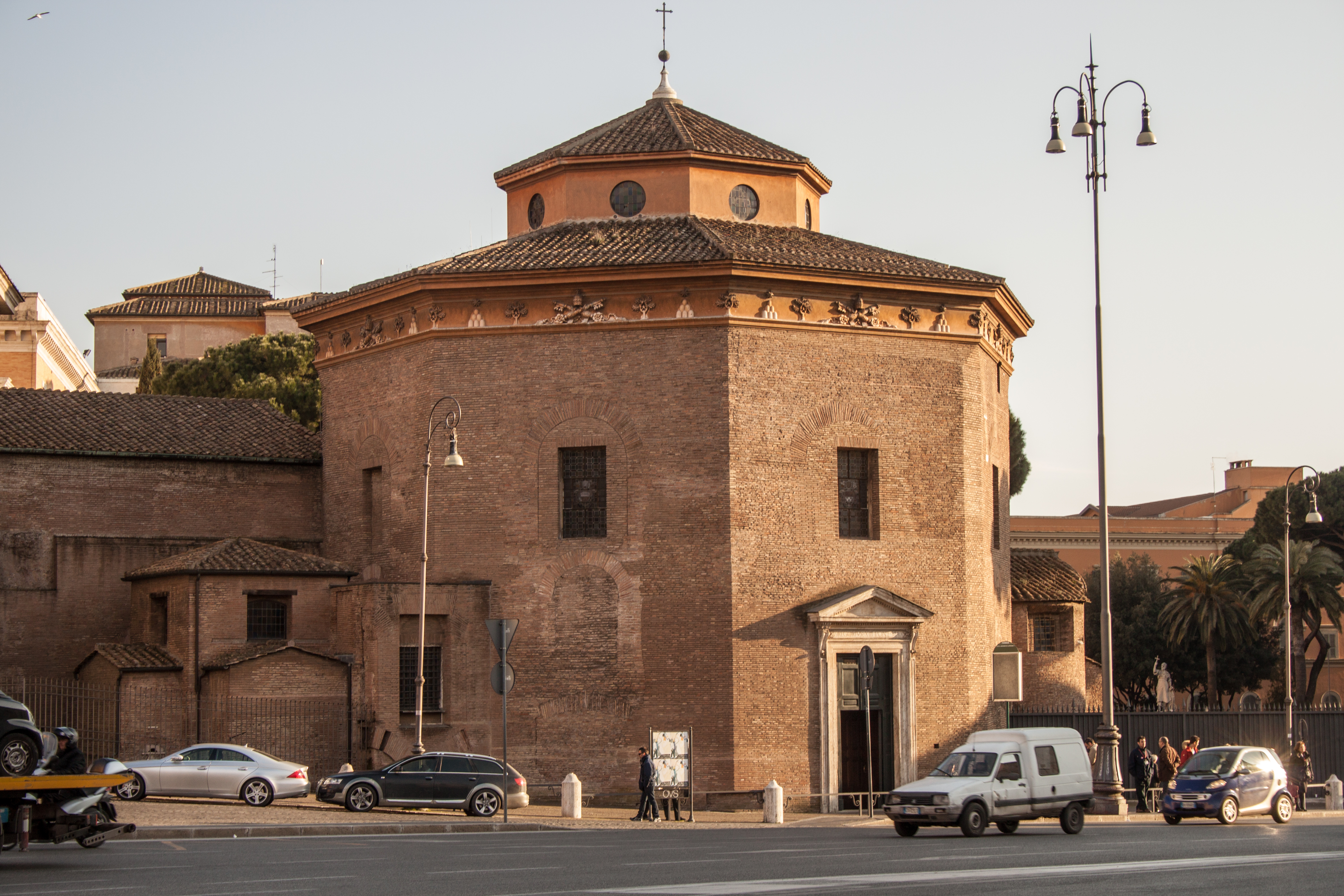
A tér felől
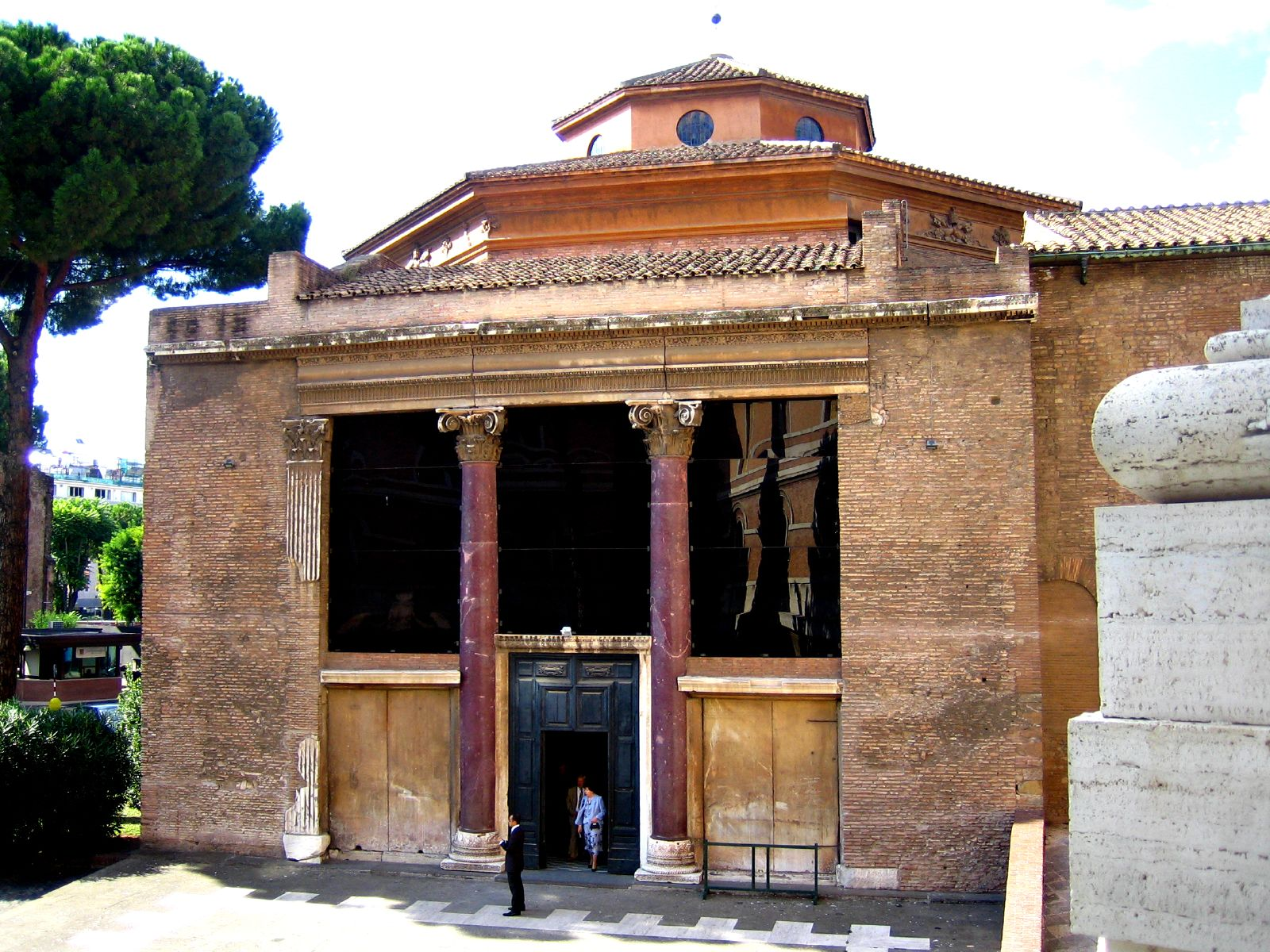
A narthex felől
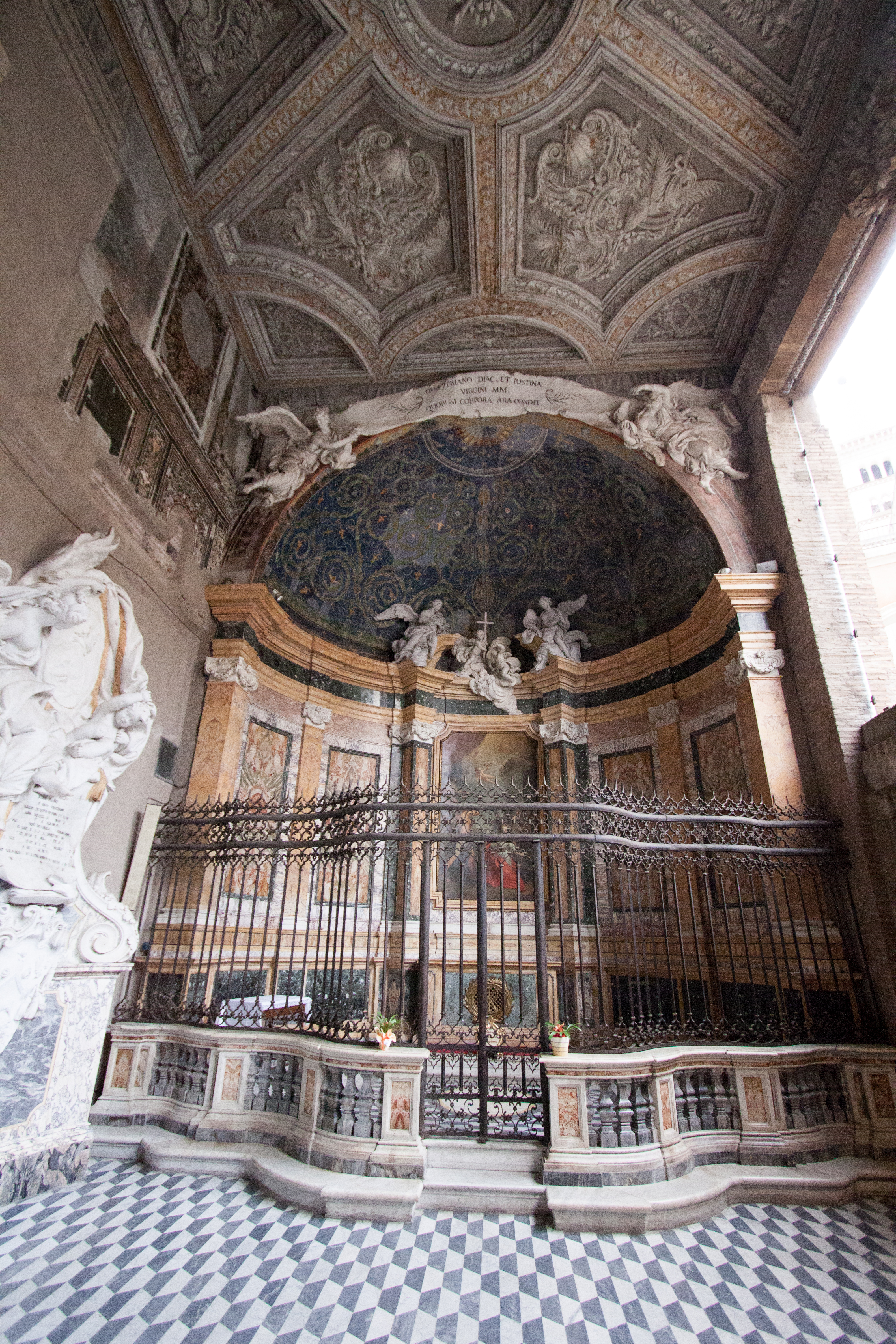
Narthex
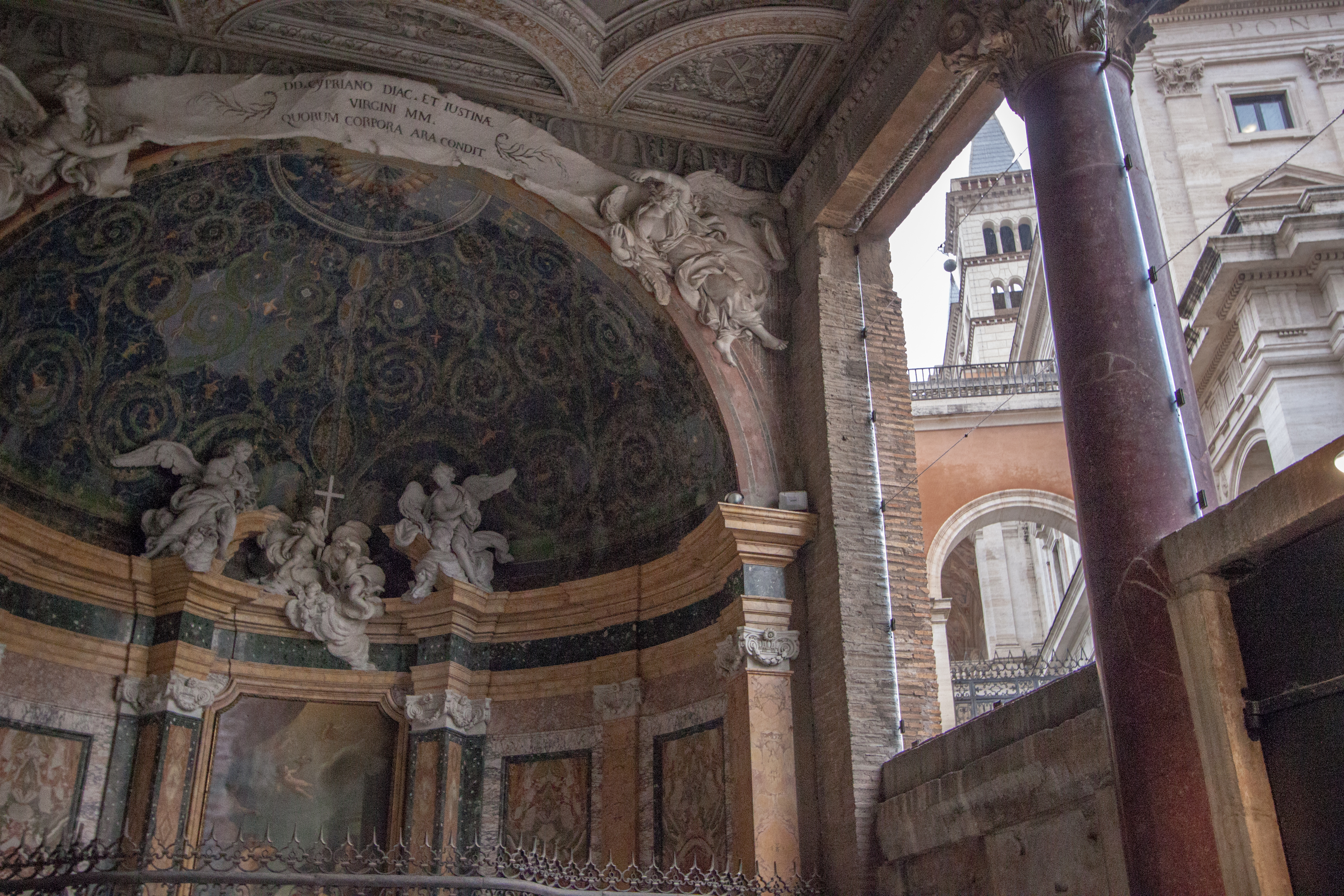
Mozaik a narthex apszisában, kilátás a többi lateráni épületre
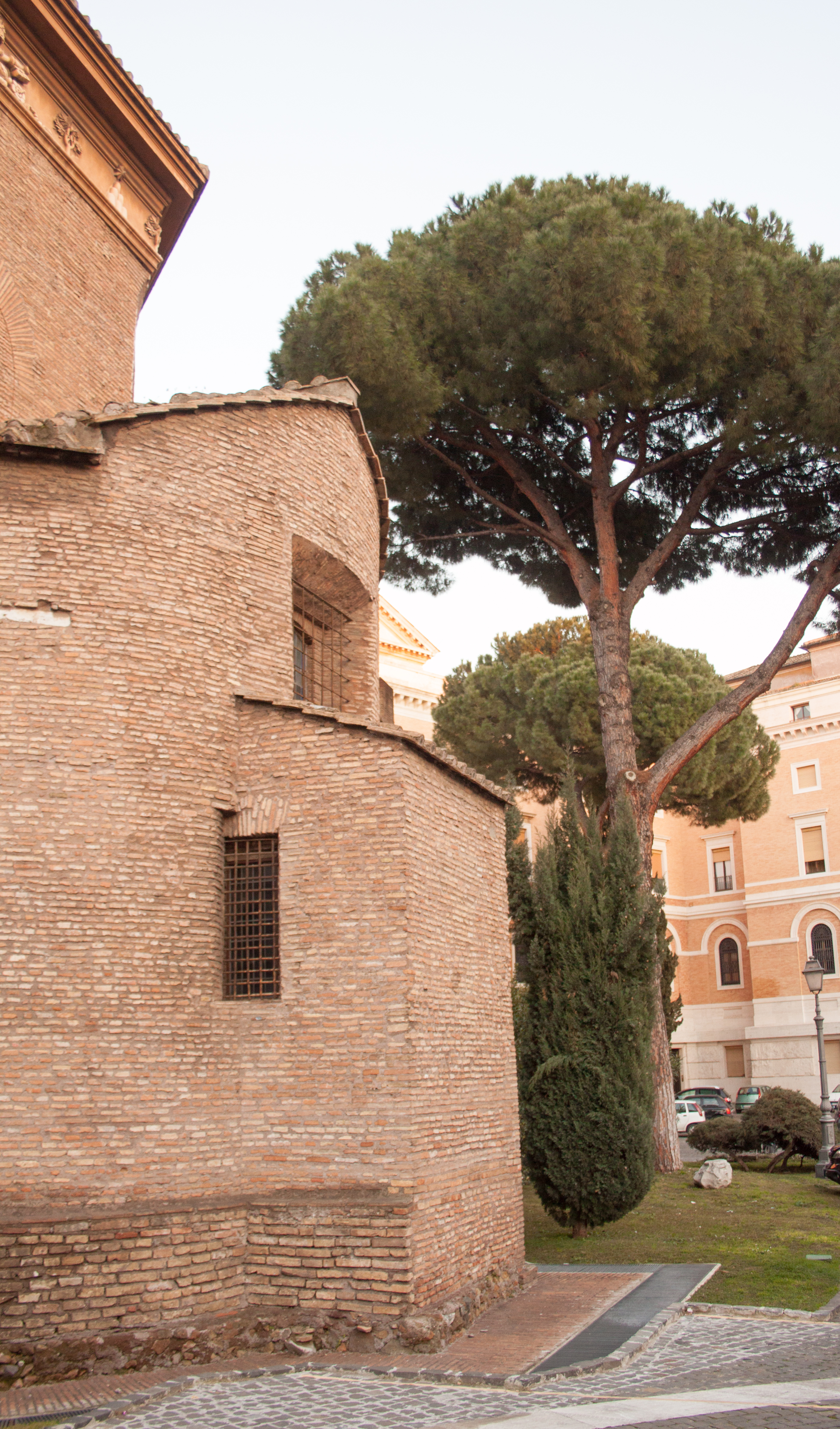
Mellékkápolna kívülről az északnyugati oldalon

### A Battistero belseje

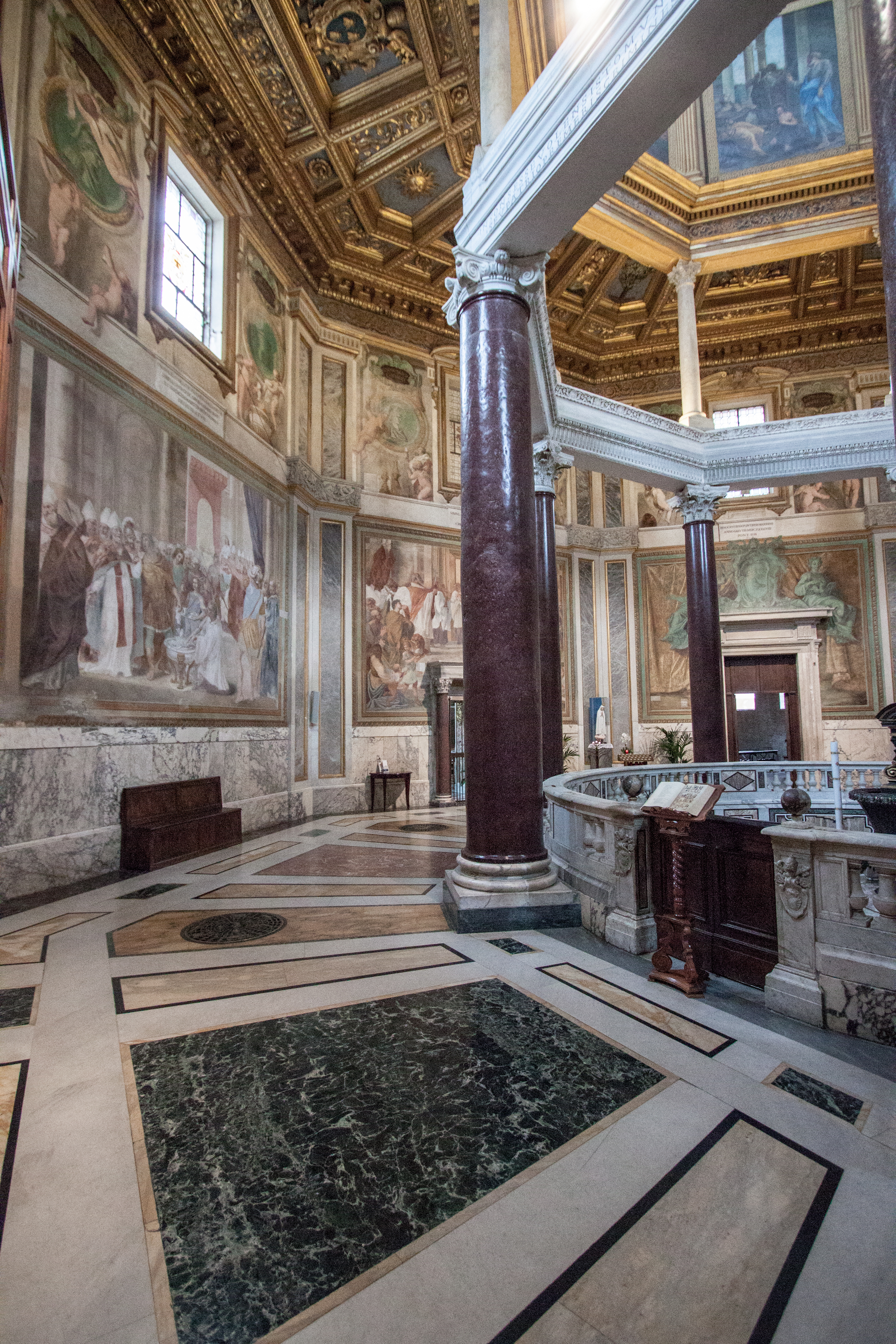
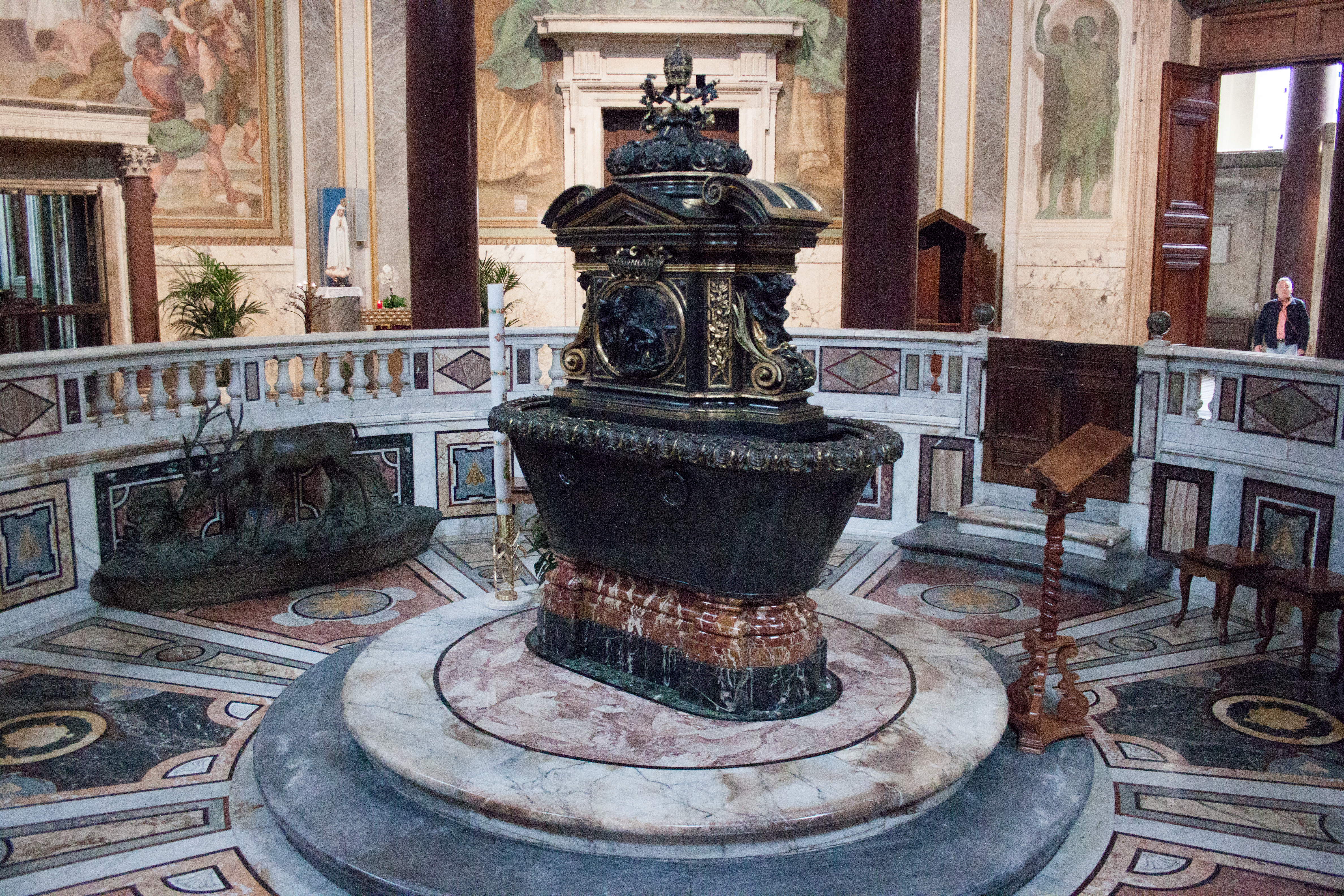
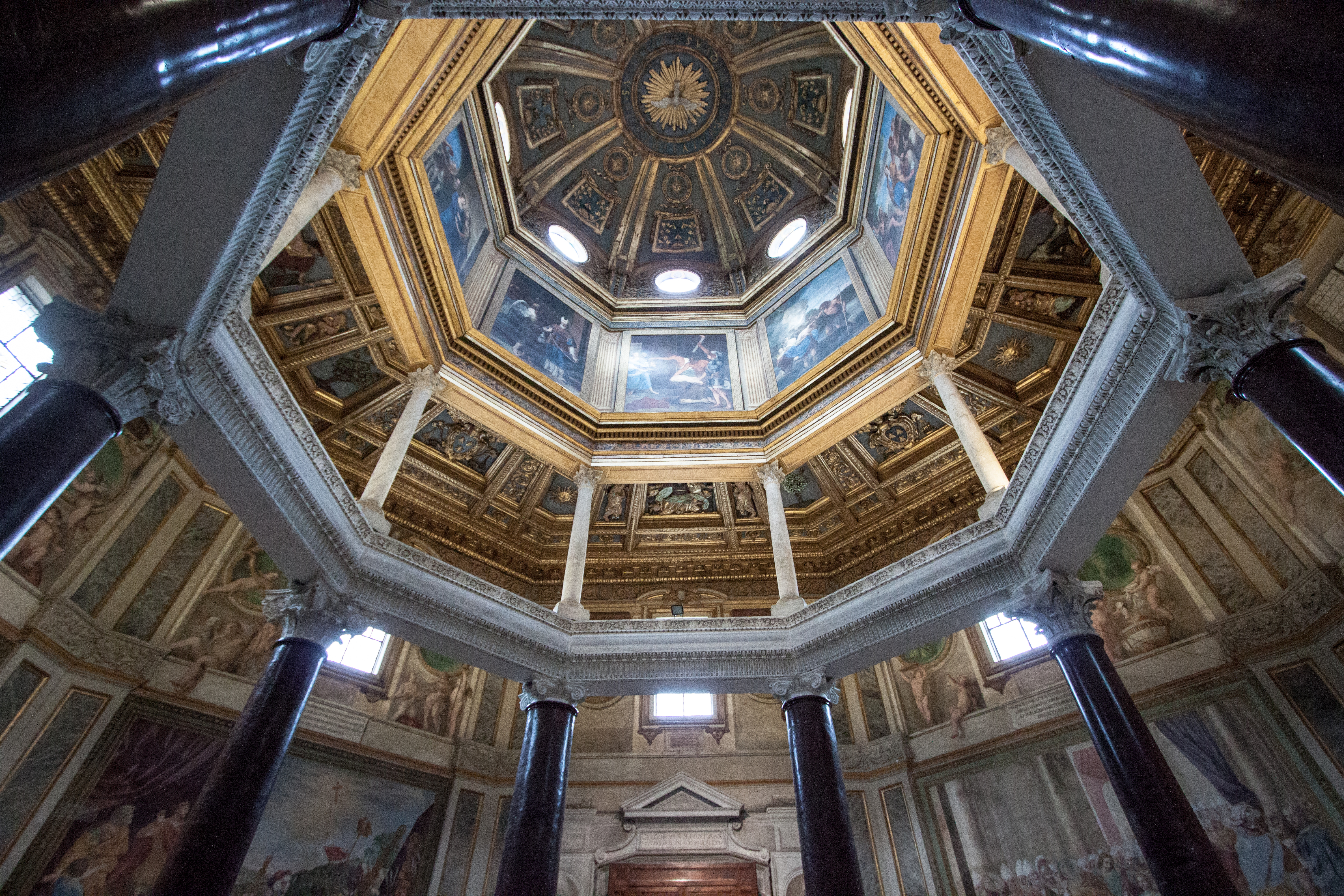
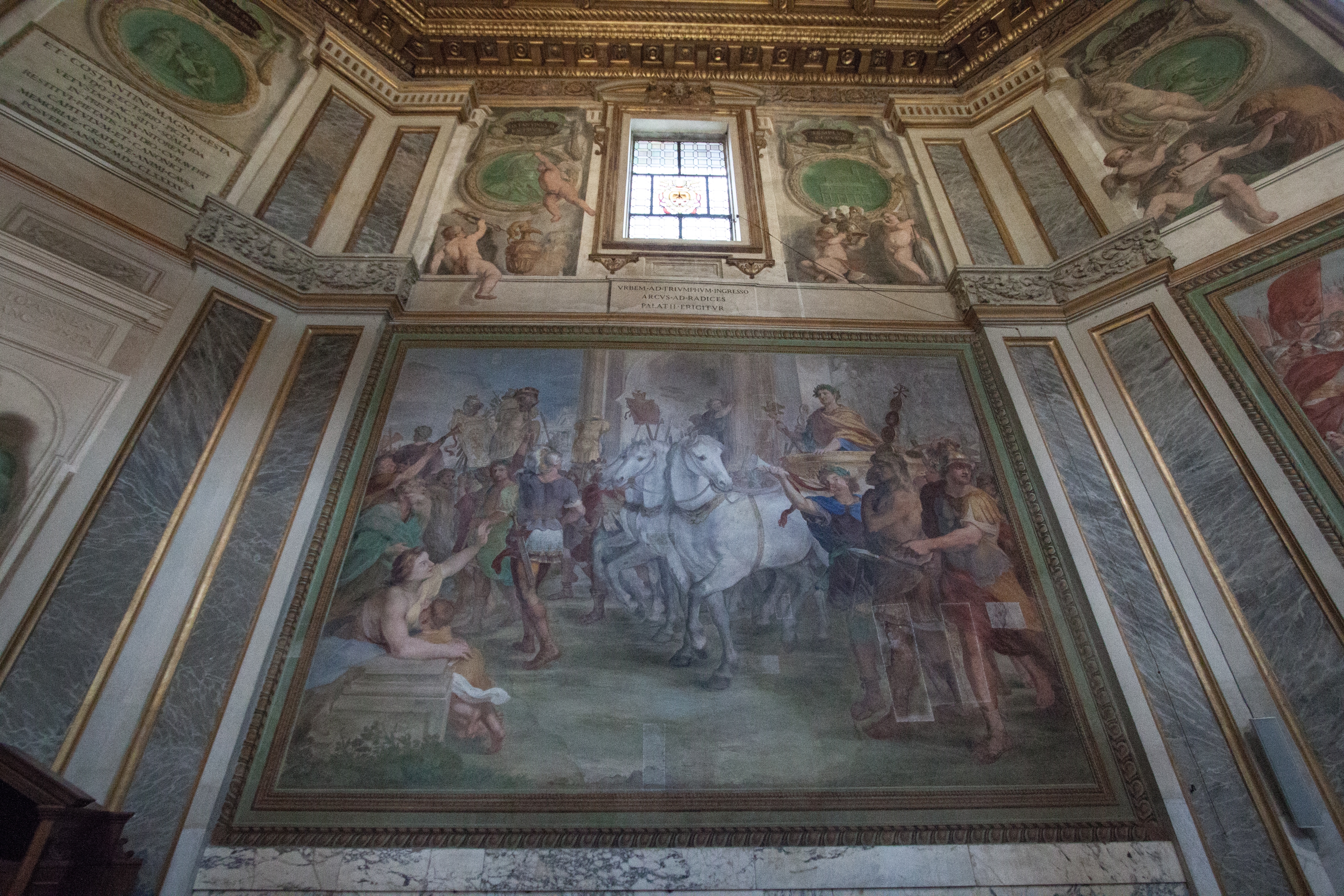
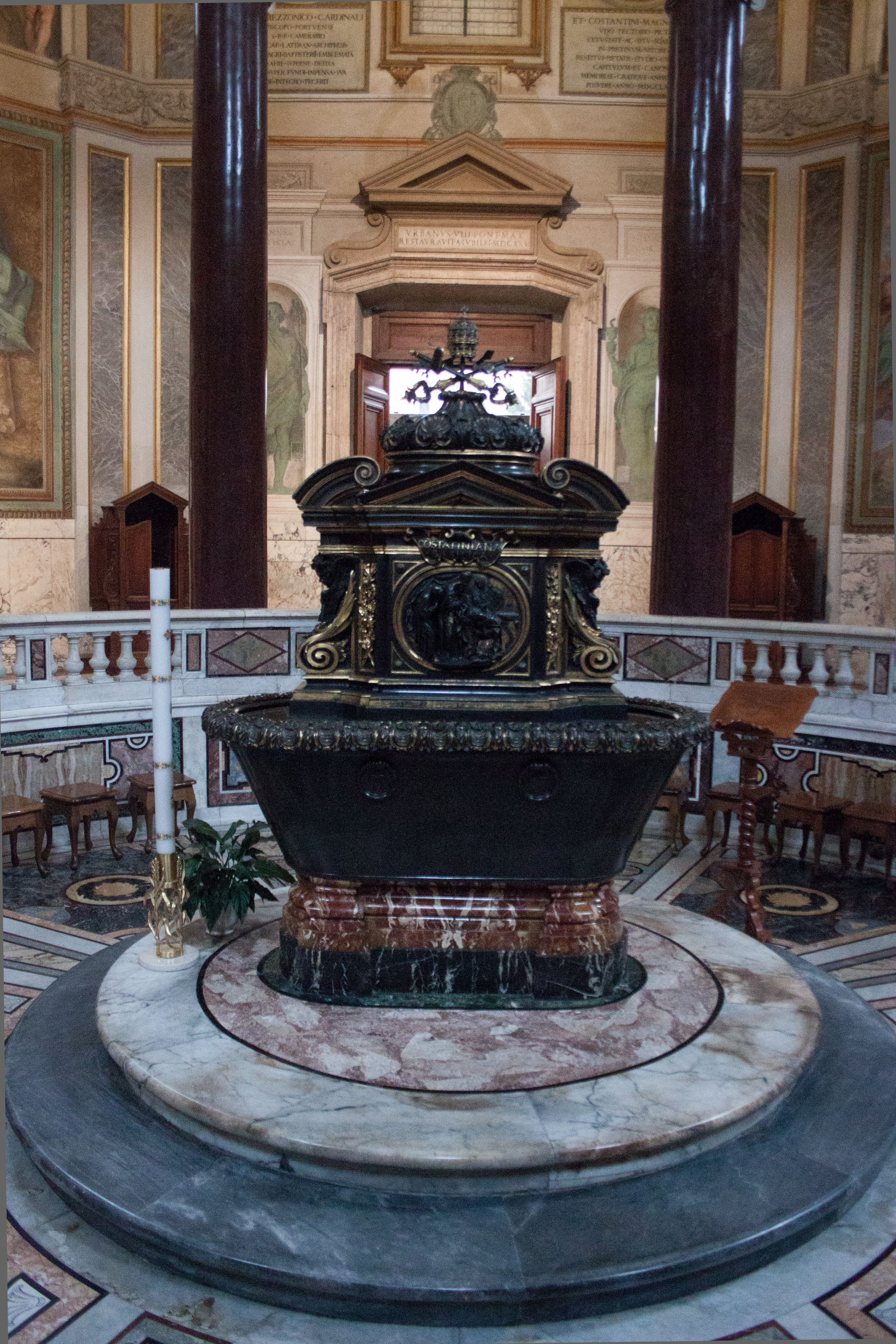

### Kápolnák
Az épülethez több mellék-kápolna csatlakozik. A nyugati oldalon van Keresztelő János kápolnája, ami Hilár pápa idején (461-468) épült. Bronz ajtóit Caracalla termáiból hozták is. A túloldalon János evangélistának az 5. században épült kápolnája található, aminek bronz ajtaját az előző mintájára 1196-ban készítették.
A kis apszis alakú Secunda és Rufina kápolnát 5. századi mozaikok díszítik, kék alapon akantuszlevelekkel. A legnagyobb kápolna, a San Venanzio belül ma is jól kivehető ókori előzményekre épült 640-ben, IV. János pápa idején. Apszisát bizánci stílusú mozaikok díszítik. San Venanzio (Venantius Fortunatus) püspök és költő volt a 6. században, de szokásos elnevezése dacára valójában soha nem avatták szentté. A San Venanzio kápolna apszisának 7. századi mozaikja Krisztust, Máriát, Jeruzsálemet és az evangelistákat ábrázolja.

#### San Venanzio-kápolna

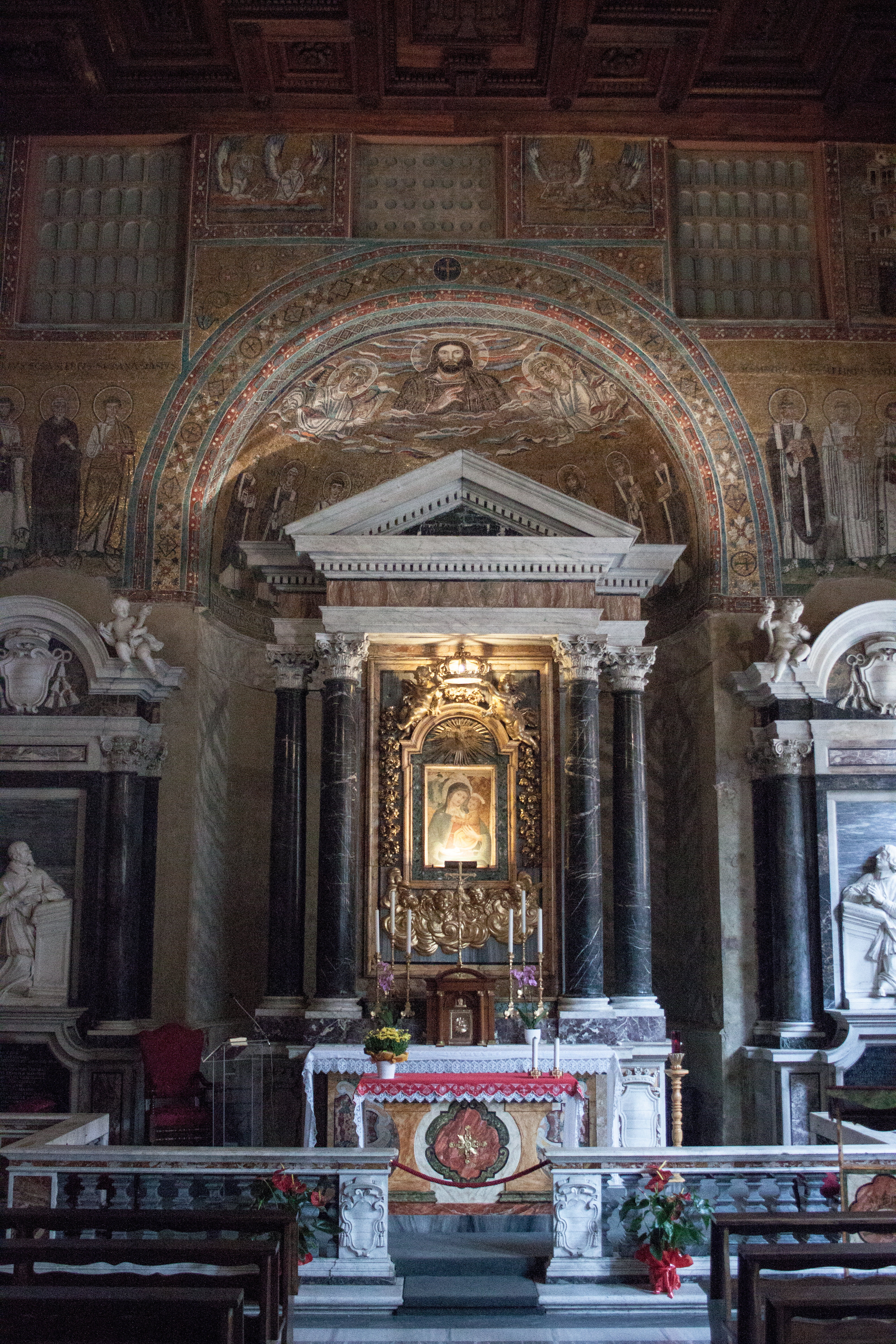
Oltár
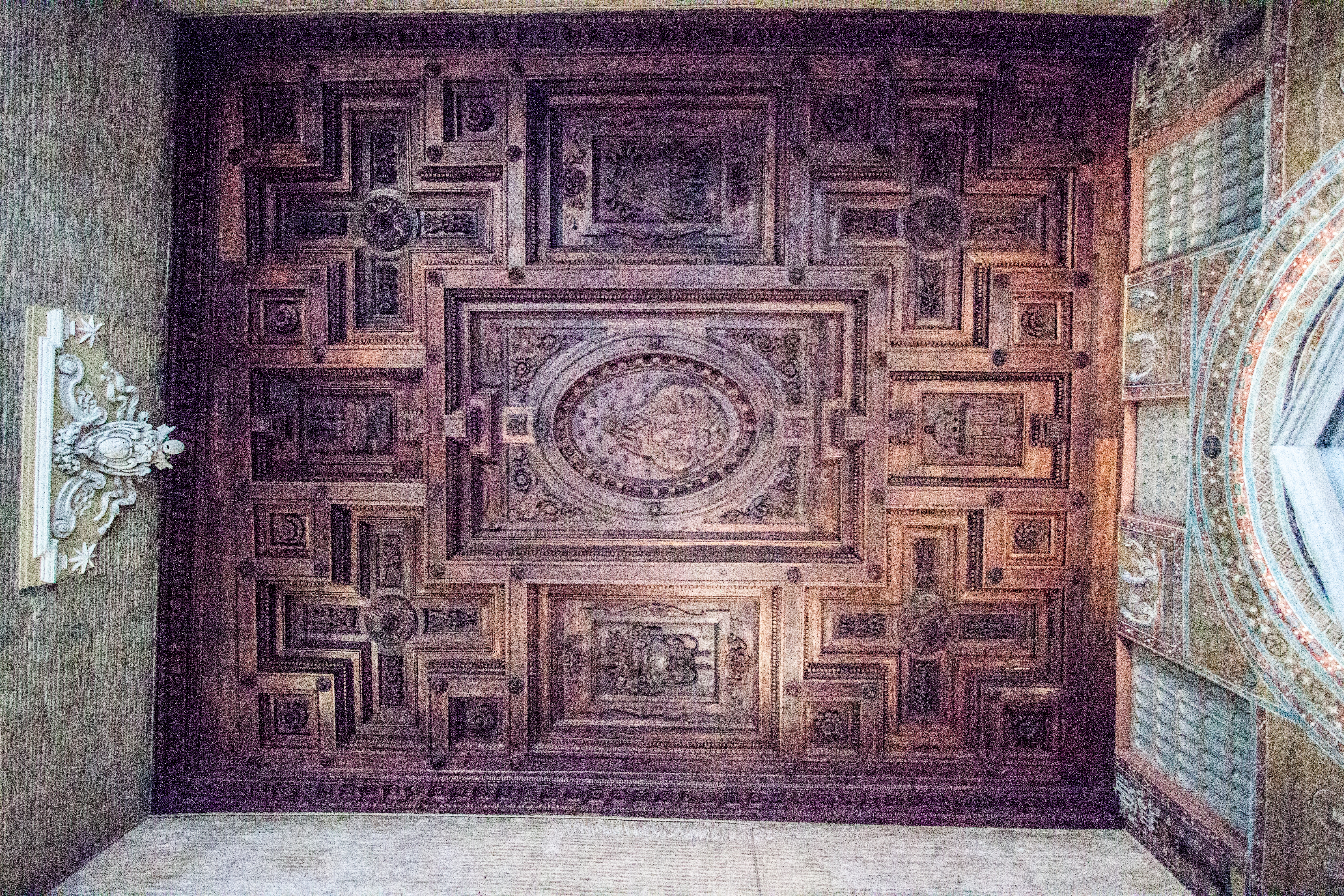
Mennyezet
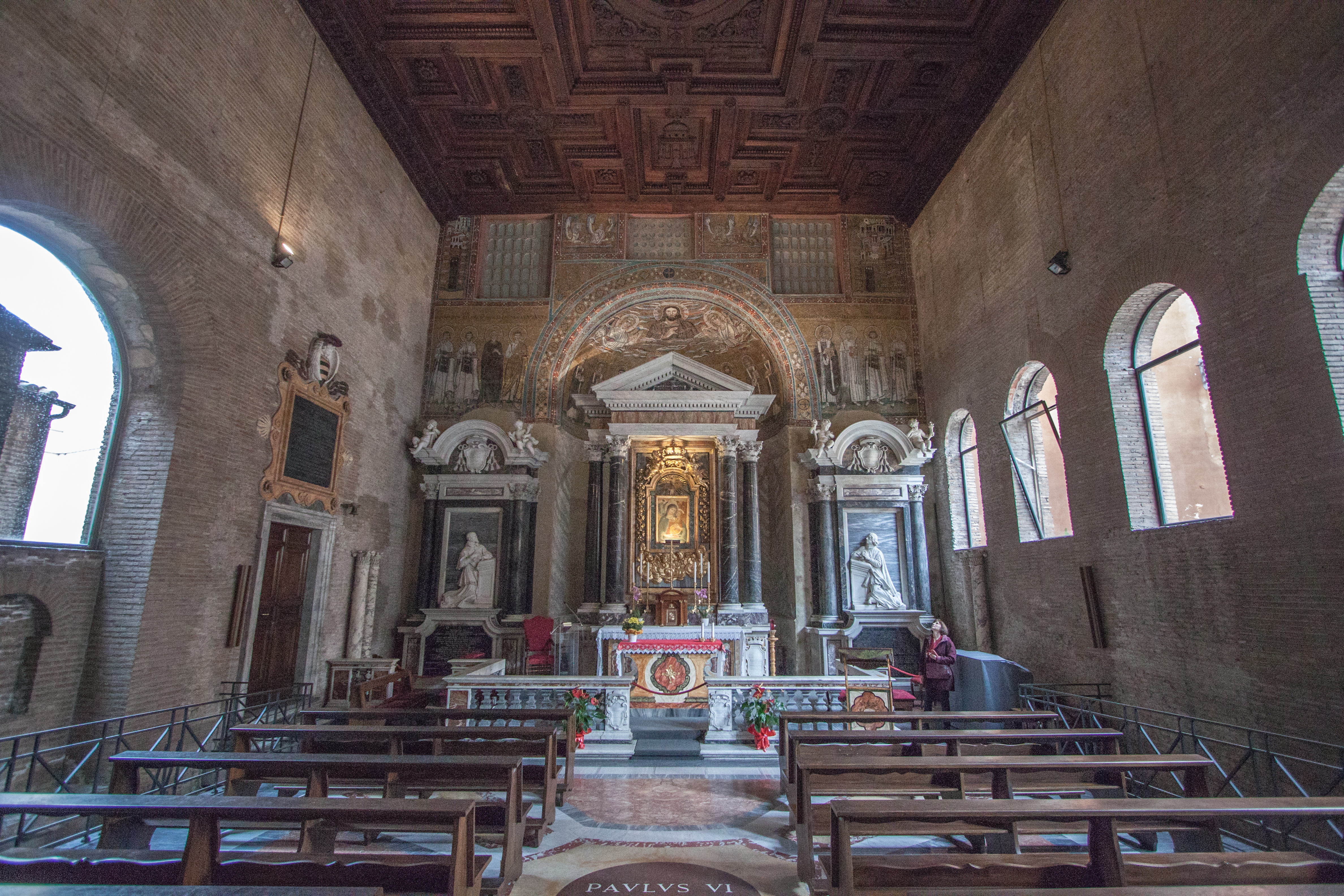
Összkép
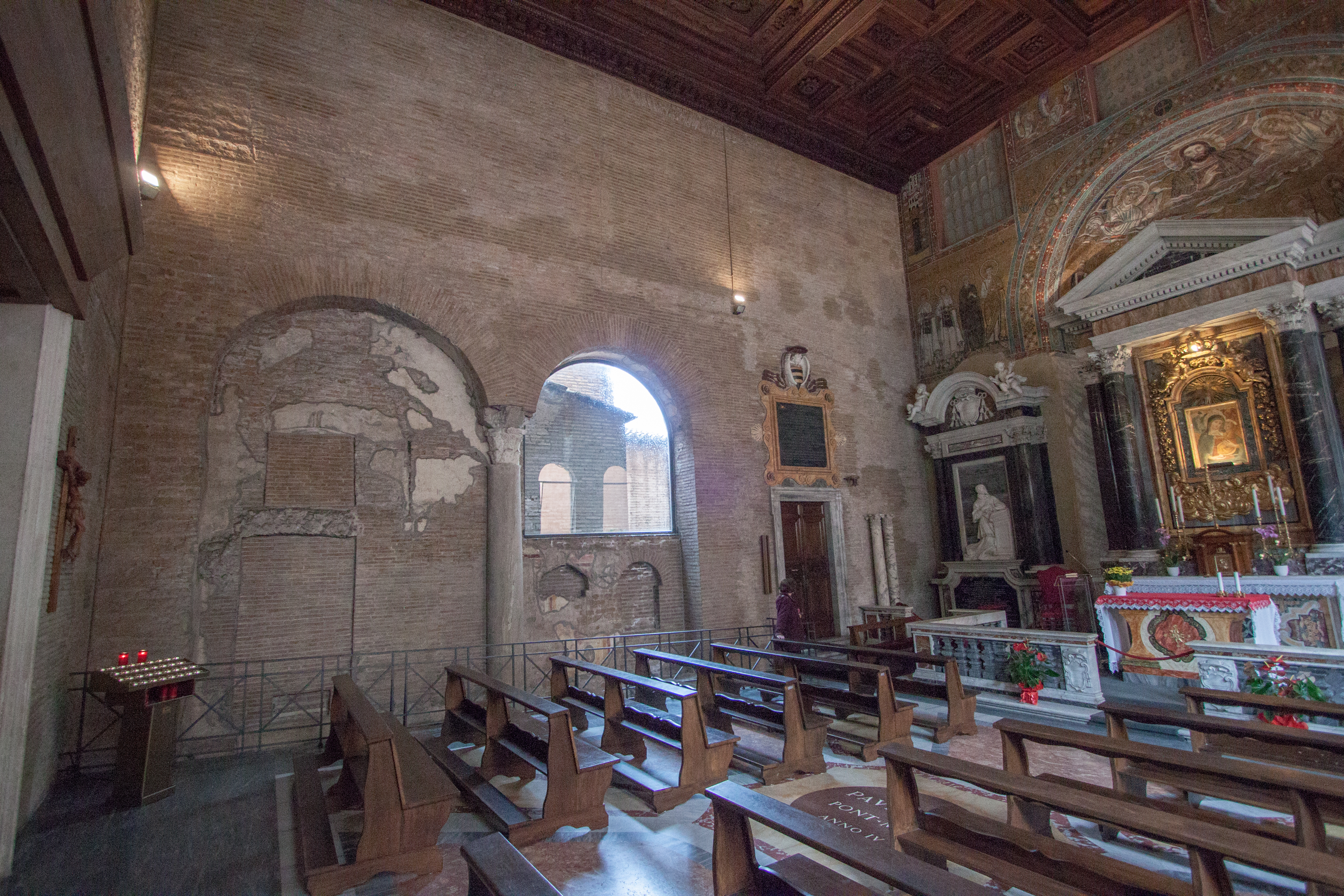
Ókori falazat
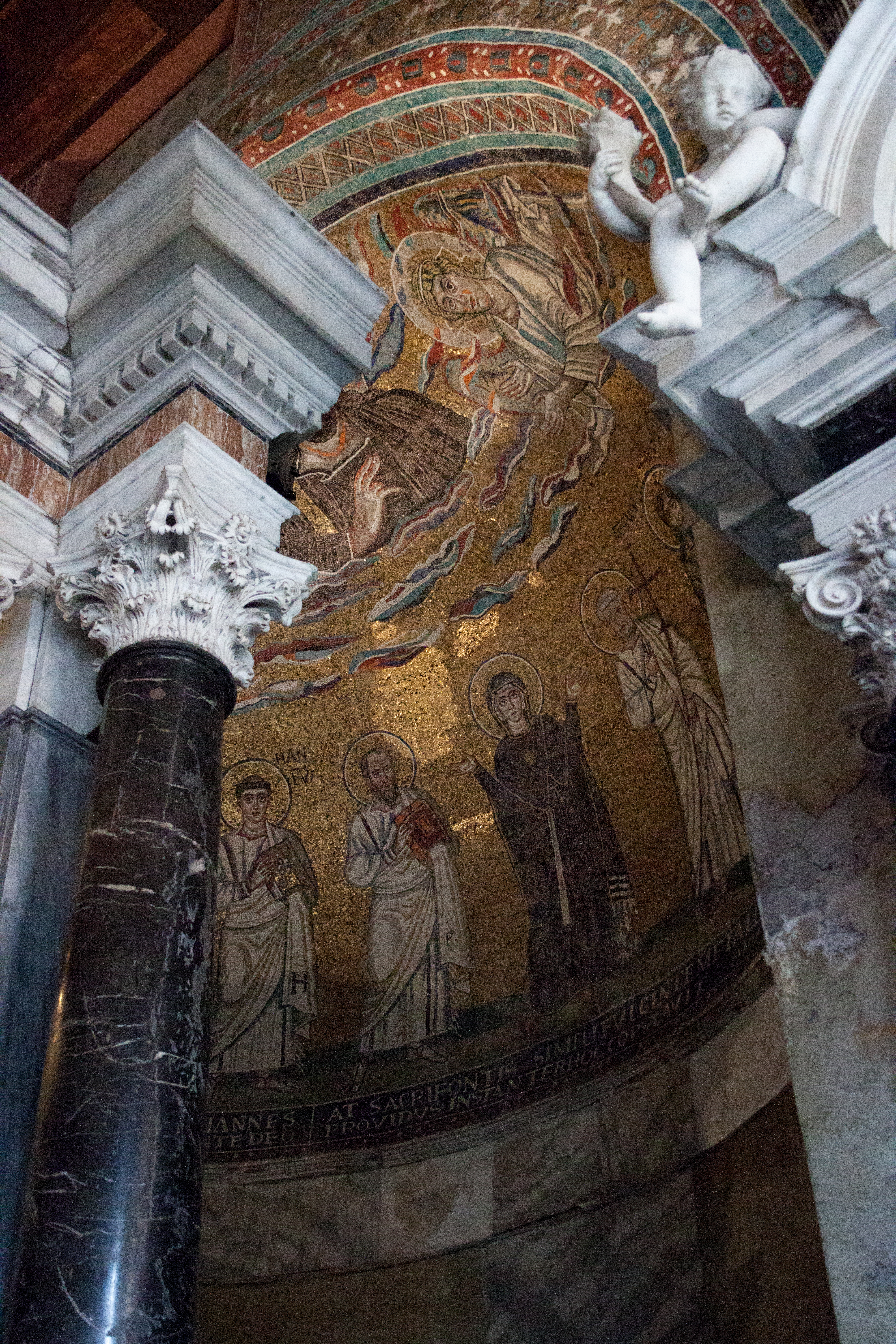
Bizánci mozaik az apszisban